# Curculioníneos
Os Curculioníneos (Curculioninae) são uma subfamília de besouro faz parte da família Curculionidae de gorgulho. Ela contém mais de 23.500 espécies descritas em 2.200 gêneros e, portanto, é a maior subfamília do gorgulho. Dado que a ordem do besouro (Coleoptera) contém cerca de um quarto de todos os organismos conhecidos, os Curculioninae representam uma das - senão a maior - radiações bem sucedidas dos Metazoa terrestres.